# Makoto
Makoto (誠) is Japans voor oprechtheid/zuiverheid. De mens moet het denken en de emoties dwingen in het korset van de verwachtingen van de hem omringende maatschappij in plaats van zijn natuurlijke gevoelens te tonen. Het uiterlijke gedrag moet in overeenstemming zijn met het innerlijk leven. Makoto hoort bij de gedragscodes van de samoerai.
Ideaal is het onderdrukken van de innerlijke persoonlijkheid, het herschikken van het geweten ter aanpassing van het gedrag. Het is het aangescherpte gedrag om zich te voegen naar de medemens. Maar makoto leidt wel tot sociaal opgelegde hypocrisie. Een volleerde samurai mocht nooit aan een leerling de zinloosheid van de opgelegde regels, waarden en normen van de hagakure (de bushido voorschriften van de samurai) laten merken.
Om als makoto beschouwd te worden moet het individu zijn individualiteit zo ver uitwissen als op sociaal-politiek gebied van hem verwacht wordt. Toch is een Japanse geest altijd een zuivere geest volgens de Japanners. 
Makoto is in strijd met het westers concept van zuiverheid en oprechtheid. Makoto is het veranderen van een persoonlijkheid naar wenselijke normen van een samenleving. Oprechtheid is de oprechtheid die door de samenleving wordt gedicteerd en opgelegd.
De westerling bekijkt dit vanuit het gezichtsveld van de ontplooiing van het individu als uniek wezen, maar voor de Japanner is makoto het hoogst haalbare doel. De Japanner ziet de gemeenschap als het ideaal doel waarvoor men alles doet. Dit verklaart waarom in de Tweede Wereldoorlog jonge mannen zich vrijwillig lieten gebruiken als menselijke bommen, de kamikaze.
Makoto heeft alles te maken met giri en ninjō. Giri is de plicht die wordt opgelegd door een strenge samenleving en ninjo zijn de natuurlijke menselijke gevoelens (bijvoorbeeld als iemand gedwongen wordt een bloedverwant te doden of een geliefde te verlaten). Giri moet het van ninjo winnen. Dit gebeurt ook omdat net als makoto giri gepast Japans gedrag is.
Makoto is dus eigenlijk sociaal wenselijk gedrag dat voorkomt vanuit een innerlijke vereenzelviging met de maatschappij en plichtsbesef. Dit is voor de Japanner oprechtheid.